# 潮田三国堂
潮田三国堂株式会社（うしおださんごくどう）は、茨城県水戸市大塚町1852-4に本社を置く主に医薬品・医薬部外品・試薬・医療機器の卸売りを扱う企業であった。平成18年より名称変更し、メディセオ・パルタックホールディンググループの一社「潮田クラヤ三星堂」となった。

## 概要
- 資本金9,828万円
- 従業員数577名
- 代表取締役会長　潮田正雄
- 代表取締役社長　山本隆士
- 取締役　入野英男
- 取締役　中野憲二
- 取締役　萩原実
- 取締役　押野義一
- 取締役　岡野健一
- 取締役　長谷川正徳
- 取締役　佐々木忠雄

## 沿革
- 明治25年茨城県笠間市に自家製造販売の薬種店「潮田薬舗」を創業。
- 昭和3年「潮田薬舗」を「潮田薬局」と改称。
- 昭和24年有限会社「潮田薬局」設立。
- 昭和25年1月株式会社三国堂を設立。(本社・栃木県宇都宮市問屋町3172)
- 昭和40年茨城県水戸市に本社社屋移転 有限会社「潮田薬局」を有限会社「潮田薬品」と改称。
- 昭和44年共栄薬品（茨城県）を吸収合併 平塚薬品と業務提携。
- 昭和45年株式会社に改組し「潮田薬品株式会社」 亀下薬局（茨城県）・外山長兵衛商店の卸部門を合併。
- 昭和47年株式会社三国堂（栃木県）有限会社片野薬局（栃木県）と業務提携。
- 昭和60年株式会社三国堂（栃木県）と合併し社名を「潮田三国堂薬品株式会社」に改称

## 営業所
水戸市・日立市・鹿嶋市・古河市・宇都宮市・大田原市・小山市・今市市・足利市・太田市・高崎市・いわき市・土浦市・つくば市・下館市・取手市

## 主な取引メーカー
- 武田薬品工業
- 山之内製薬
- 小野薬品
- 三菱ウェルファーマ
- エーザイ
- バイエル
- ファイザー
- 大日本製薬
- 藤沢薬品